# Tomioka Makoto
Tomioka Makoto (富岡 誠), também conhecido como Tetsuo Nakahama (中浜哲, 1 de janeiro de 1897 - 15 de outubro de 1926), foi um escritor anarquista nascido no Japão, membro da organização anarco-ilegalista conhecida como Sociedade da Guilhotina.
Makoto foi responsável por duas tentativas malogradas de assassinato do príncipe Hirohito como vingança aos assassinatos de Ōsugi Sakae, Noe Ito e o sobrinho de Osugi na época com seis anos de idade, por militares japoneses por ordens expressamente secreta partidas do próprio príncipe. Foi executado não só pelas tentativas de regicídio, como também por ser autor de outros atos antigovernamentais.